# The Back Horn (album)
 (octobre 2019).
Albums de The Back Horn
Taiyou no Naka no Seikatsu Best The Back Horn
The Back Horn est le 6e album sous label major du groupe Japonais du même nom The Back Horn.
Cet album est sorti le 23 mai 2007.

## Titres de l'album
1. Haisha no Kei (敗者の刑) – 5:34
2. Hello (ハロー) – 5:27
3. Utsukushii Namae (美しい名前) – 5:26
4. Maihime (舞姫) – 4:46
5. Freesia (フリージア) – 5:08
6. Koukai (航海) – 6:20
7. Niji no Kanata e (虹の彼方へ) – 5:14
8. Theater (シアター) – 5:12
9. Oubeki Kizu (負うべき傷) – 4:51
10. Koe (声) – 4:22
11. Risou (理想) – 5:03
12. Eda (枝) – 4:44